# Huracán Sandy
El huracán Sandy fue la decimoctava tormenta de la temporada y el más mortífero ciclón tropical de la temporada de huracanes 2012 y el décimo en alcanzar el nivel de huracán en dicho año. Fue el de mayor diámetro registrado (1800 km) y el segundo en ocasionar más daños en Estados Unidos después de Katrina, que tocó tierra en Luisiana a finales de agosto de 2005.
Siendo depresión tropical, Sandy afectó poderosamente a Colombia y Venezuela, sus bandas nubosas exteriores afectaron a Haití y República Dominicana, siendo huracán afectó a Cuba, Bahamas, Bermudas y Jamaica, y ya debilitado a Estados Unidos y Canadá. El impacto mayor lo recibieron los Estados Unidos, donde afectó a 24 de los 50 estados, tanto por la intensidad de los vientos, marejadas, lluvias y nevadas como por las enormes dimensiones del huracán (1800 km de diámetro) al tocar tierra en las costas orientales del país.
Sandy se cobró la vida de unas 72 personas en el Caribe, 2 en Canadá y 161 en Estados Unidos y dejó daños en aproximadamente $53 mil millones USD.

## Historia meteorológica

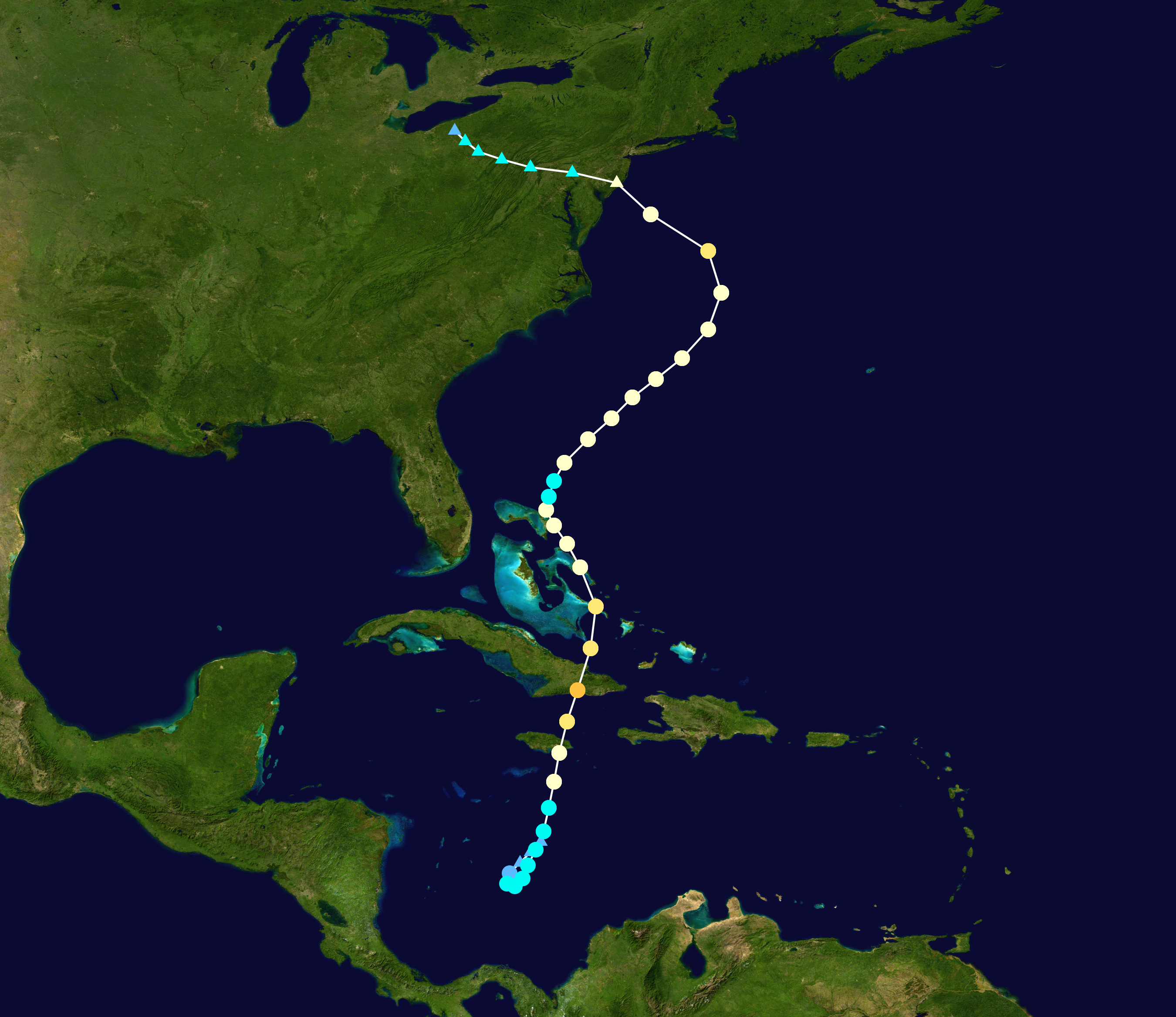
Trayectoria de Sandy. Esta trayectoria indica una ruta que se inicia al norte de Panamá y se desplazó aproximadamente hacia el N-NE hasta llegar a la latitud de unos 35° N, donde giró casi 90° hacia el Oeste, de acuerdo a una reciente interpretación y ubicación de los datos aportados por el NHC (NatioHurricane Center). Ver también: [https://web.archive.org/web/20130618220019/http://www.erh.noaa.gov/er/akq/wx_events/hur/sandy/sandy_track.JPG

Se formó en asociación a una baja presión en el mar Caribe el día 18 de octubre de 2012, aunque los efectos de esa depresión barométrica que le dio origen ya habían comenzado un par de días antes como puede leerse en el periódico Últimas Noticias de Caracas. El lento desplazamiento de la depresión (como puede verse en la trayectoria meridional, donde los puntos azules del registro están muy juntos, lo que indica que el espacio recorrido entre cada registro de ubicación es muy escaso, y lo que significa también que la tormenta estaba casi estacionaria) dio origen a una poderosa carga de energía por la elevada temperatura del mar Caribe, como se señala posteriormente en la discusión número 3 de la tormenta tropical Sandy del NHC (National Hurricane Center) del día 23 de octubre.
La referencia a la elevada temperatura del mar Caribe en el mes de octubre se explica en el artículo sobre la diatermancia: el mes de octubre es, en el hemisferio norte, el de mayor diferencia entre la temperatura de las aguas marinas (cálidas) y la de los continentes (frías) y la mejor explicación del enorme tamaño del huracán Sandy puede verse en la expansión del mismo al llegar a la latitud de los estados de Nueva Jersey y Nueva York con el encuentro entre la masa de aire caliente de origen tropical de dicho huracán con el frente polar que procedía de Canadá y que se convirtió en una megatormenta (Frankenstorm o Supertormenta): el aire muy frío procedente del norte se introdujo como una especie de cuña por debajo de la masa cálida y húmeda del huracán convirtiéndolo en una especie de abanico semicircular que abarcó una enorme extensión con casi 1900 km de diámetro. Aunque resulta casi imposible tener una idea acertada de la enorme cantidad de energía involucrada en el desarrollo de un huracán de esas dimensiones, existen excelentes estudios que hacen referencia a este problema:

Rainfall also is a proxy for latent heat energy released as hurricanes transfer energy from the ocean to the atmosphere. Kelley and Halverson (2011), found that convective bursts in tropical cyclones may release in 12 h an extra 6×1017 J (joules) of latent heat, comparable to humanity's total energy consumption in the same time period. They linked this energy release to kinetic energy, tangential wind speed increases, and intensification
Las precipitaciones constituyen una buena representación del calor latente liberado por los huracanes al transferir este calor latente del océano a la atmósfera. Kelley y Halverston (2011) encontraron que la ciclogénesis explosiva originada por el proceso convectivo en un huracán puede liberar en 12 horas un calor latente de 6x1017 (joules), cifra comparable al consumo total de energía de la humanidad en el mismo período. Dichos autores relacionaron esta energía liberada a la energía cinética, incrementos tangenciales de la velocidad del viento e intensificación
Tomado del artículo de J. Marshall Shepherd de la Universidad de Georgia

.
Y lo que hay que resaltar de la cita anterior es que se refiere a un estudio del año 2011 y, obviamente, hace mención a un huracán de categoría estándar y no de las dimensiones de Sandy.
El artículo de J. Marshall Sheperd constituye un excelente ejemplo de un buen uso de la información suministrada por los satélites meteorológicos y explica la enorme energía disipada por este huracán (el de mayores dimensiones de los huracanes registrados) a la coincidencia en el tiempo y en el espacio de tres sistemas meteorológicos:

Sandy, at U.S. landfall, was a unique storm that represented the convergence of three weather systems: a late season hurricane, an early season mid-latitude cyclone or nor’easter, and a persistent anticyclone over Greenland.
Sandy, a su llegada al territorio de los Estados Unidos era una sola tormenta que representaba la convergencia de tres sistemas meteorológicos: un huracán tardío, un ciclón temprano de las latitudes medias o "nor'easter" (nor-oriental) y un persistente anticiclón sobre Groenlandia.
()

## Avisos y alertas
A las 11:15 a. m. EDT (1515 UTC) del 26 de octubre de 2012, el Bermuda Weather Service emitió una alerta de tormenta tropical para Bermudas, lo que refleja el enorme diámetro del fenómeno meteorológico.
Convertido en un ciclón post-tropical, las alertas habían sido descontinuadas, sin embargo el Hydrometeorological Prediction Center se encargó de dar avisos de fuertes vientos no-tropicales que seguían en efecto para los estados del Atlántico medio, especialmente desde Virginia, las costas de Nueva Jersey y Nueva York hasta Nueva Inglaterra incluyendo Rhode Island y Massachusetts. El mayor volumen de daños y cantidad de víctimas tuvieron lugar en Nueva Jersey y Nueva York.
El National Hurricane Center emitió un total de 37 avisos sobre Sandy siendo el último emitido el 31 de octubre a las 3 de la tarde, en el que se confirmaba que Sandy se había disipado.

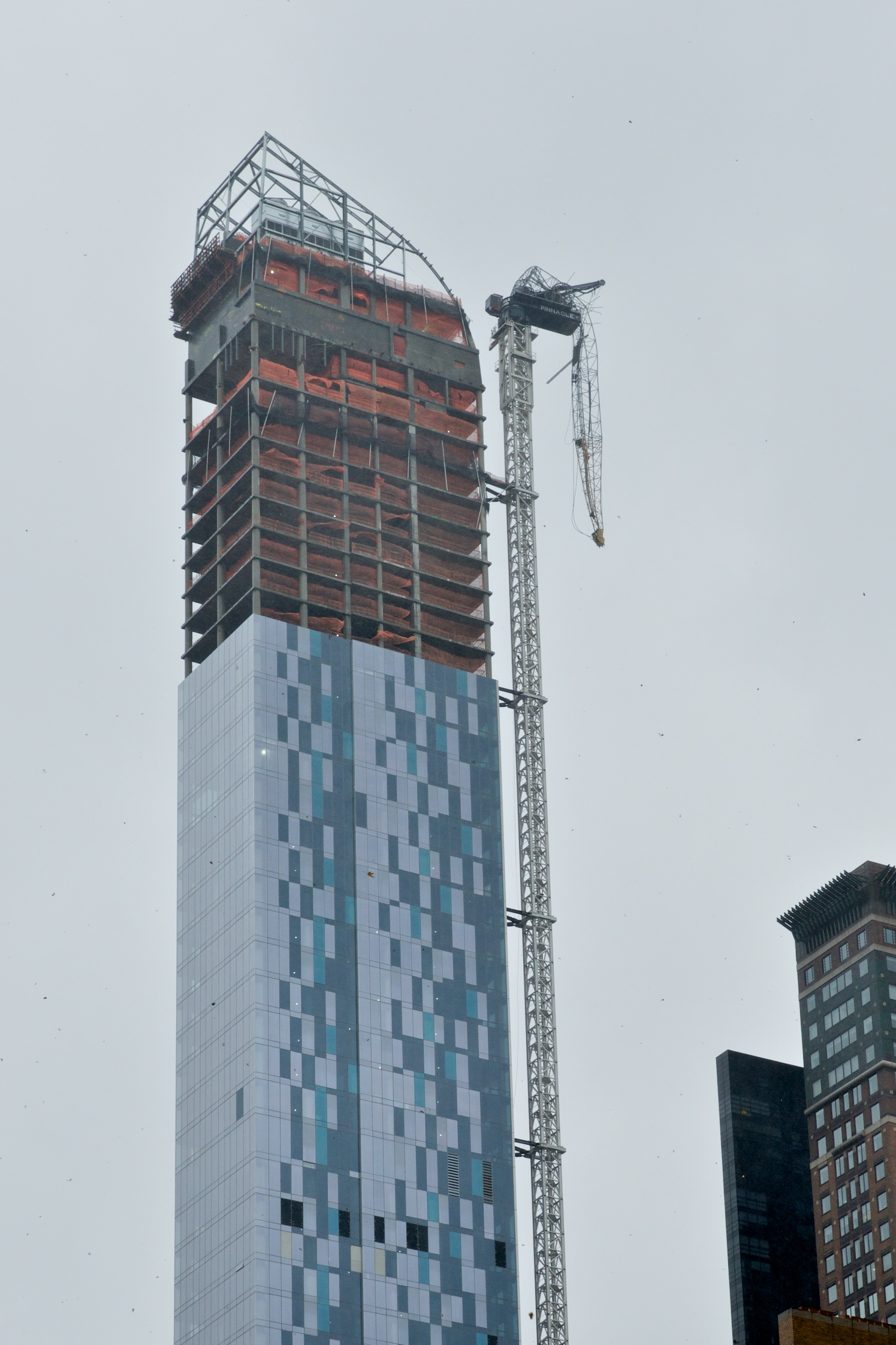
Una grúa en Manhattan, dañada por el huracán.

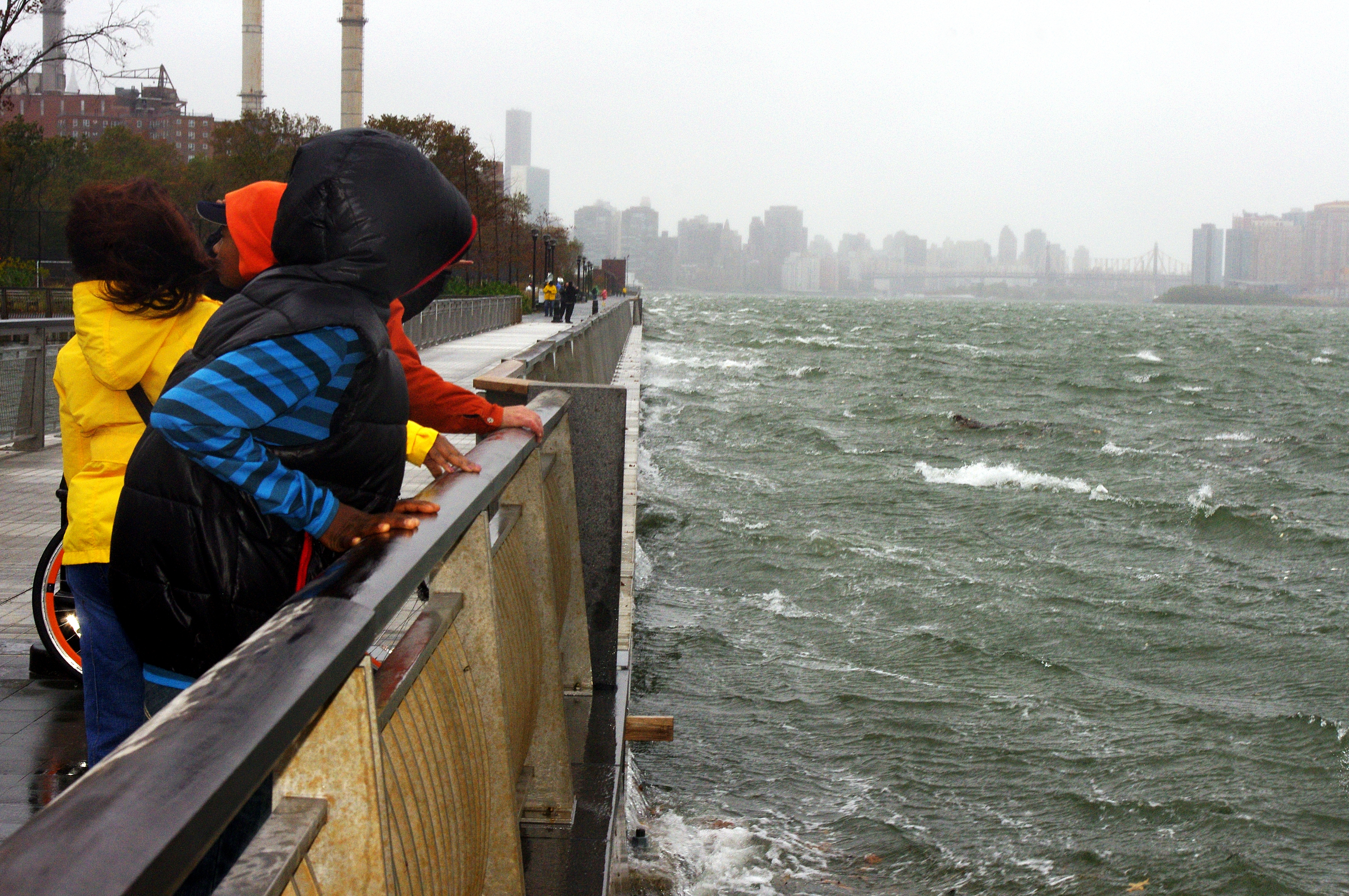
El East River, desde el East River Park de Manhattan.

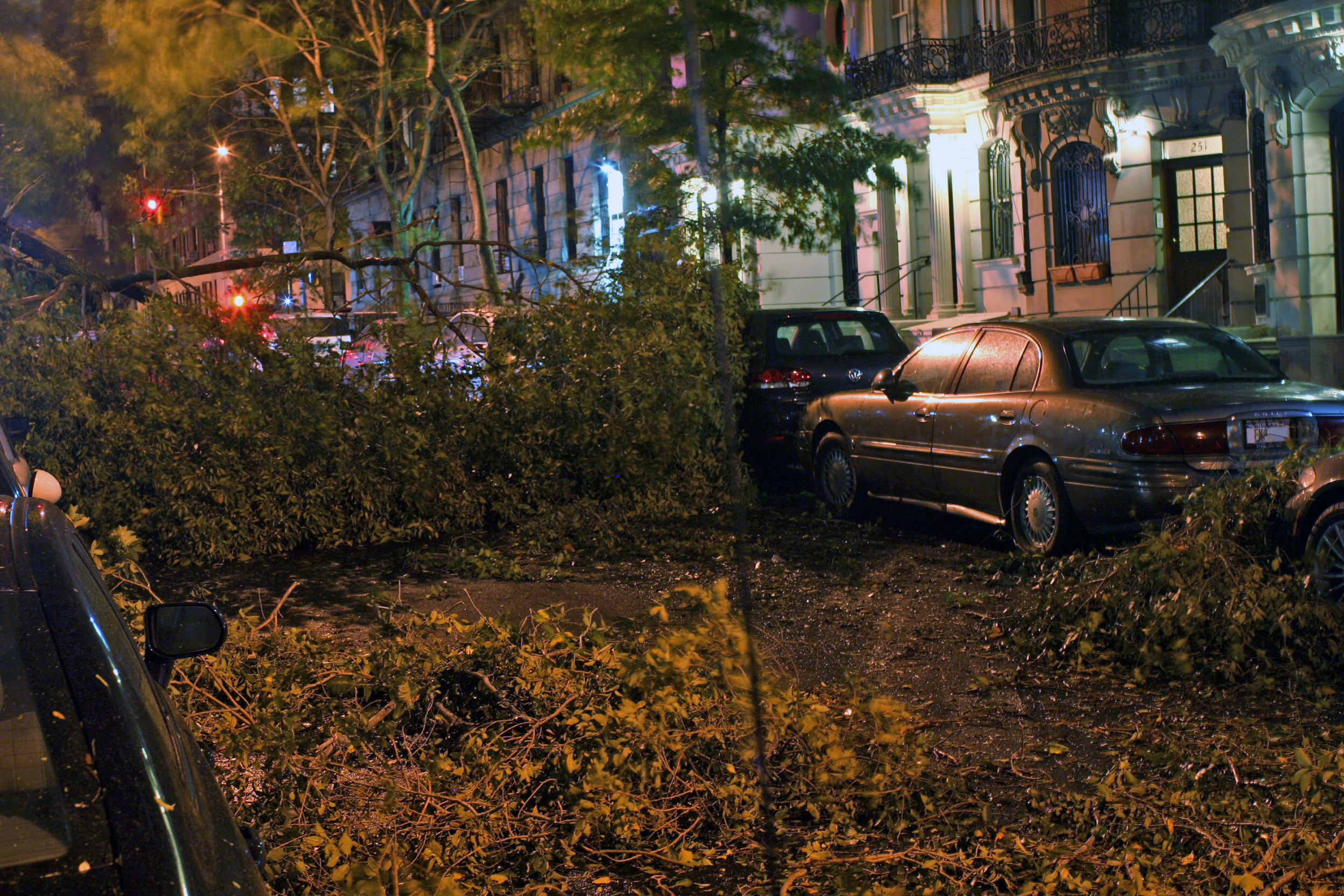
Árboles dañados en Nueva York.

## Preparación e Impacto

### Venezuela
Manifestaciones del extraordinario crecimiento de la depresión tropical que fue el núcleo original de la tormenta tropical Sandy pueden verse en las referencias periodísticas en Venezuela desde el día 17 (ya señalada arriba) hasta el 23, cuando ya tenía categoría de huracán y se había desplazado hacia el N-NE. En este periodo de una semana causó enormes daños en Venezuela, aunque se trataba de una simple depresión tropical con vientos relativamente débiles pero con lluvias muy intensas, especialmente, en áreas localizadas en las regiones montañosas de las regiones costeras.
- El día 20 de octubre, el mismo periódico señalado abría su portada con más noticias reservadas a las copiosas lluvias: Chaparrones meten miedo. Quebradas crecidas inundaron 70 casas en Chapellín, San José y San Bernardino. En Caracas cayeron ayer 65,7 milímetros de lluvia, cifra récord según la UCV. El tráfico fue infernal en las principales vías. En Falcón se divisaron dos trombas marinas.[10] Con respecto a las trombas marinas observadas en Falcón resulta muy significativo que se produjeran en octubre, por las razones ya explicadas de la elevada temperatura de las aguas del mar Caribe[11] y desarrolladas con cierto detalle en el artículo sobre la diatermancia. Es importante señalar la forma de dichas trombas de agua que en algunas ocasiones se pueden ver varias al mismo tiempo (hasta cuatro en varias ocasiones). Son casi verticales y no tienen desplazamiento horizontal significativo. Su origen se debe a la calma de los vientos alisios (que al pasar sobre agua muy caliente hace que el aire se eleve por lo que disminuye drásticamente su velocidad), a la elevada temperatura del agua, a la escasa velocidad de las corrientes (debido a que la península de Paraguaná interrumpe el flujo de las mismas) y, sobre todo, al fuerte gradiente térmico entre la superficie del agua en el golfo de Venezuela (más de 30 °C) y la base de la nube visible en la foto, que puede alcanzar una temperatura inferior a los 10 °C. Esa gran diferencia de temperatura en apenas uno o dos km de altura ocasiona el descenso en espiral de una masa de aire frío muy pesado, cuya velocidad va aumentando al disminuir el diámetro del giro en sentido horario, como corresponde a los ciclones de las latitudes en el hemisferio norte.

- El día 21 de octubre la primera página del periódico El Norte señala los siguientes titulares: ¡Pilas! La lluvia seguirá. Un rayo mata a señora. Joven muere por crecida . Y la primera página del periódico Últimas Noticias señala: Gobierno alerta por aguaceros. Inameh anuncia 72 horas más de agua. Damnificados piden ayuda al Presidente[12]

- El 23 de octubre, cuando la depresión inicial se convirtió en la tormenta tropical Sandy y comenzó a alejarse hacia el norte, los titulares del mismo periódico todavía se refieren a noticias que ponen de relieve la magnitud de los efectos que Sandy ocasionó en Venezuela: Lluvias atestan los refugios. En últimos 15 días 2479 familias han sido desalojadas de áreas críticas. Registran 594 viviendas inundadas en 6 estados y en el Distrito Capital. Estado Mayor de Invierno despacha desde La Carlota y hoy viaja a evaluar daños por palos de agua en Valencia. 300 bomberos monitorean zonas de riesgo en Caracas las 24 horas. Alerta máxima en Carabobo.[13]

En resumen, el hecho de que los efectos de Sandy en Venezuela llegara a ocasionar el desalojo de casi 2500 familias aún antes de que llegara a alcanzar la categoría de tormenta tropical es un claro indicador de los efectos de dicha depresión para el territorio venezolano.

### Jamaica
Sandy fue el primer huracán en golpear directamente a Jamaica desde el huracán Gilbert, 24 años antes.
El día 24 de octubre a las 15:00 GMT la NHC detalló que Sandy se había convertido en un poderoso huracán de categoría 1, ubicado a solo 100 km de Kingston. Posteriormente, se emitió un aviso especial a las 19:20 GMT, en el cual se indica que el ojo del huracán hizo contacto en el sudeste de Jamaica a solo 8 km al este de la capital aproximadamente a las 15:00 hora local. Luego, siguió desplazándose en dirección norte, donde se fortaleció a un huracán de categoría 2. Los daños ocasionados por Sandy en Jamaica fueron cuantiosos: árboles y líneas del tendido eléctrico resultaron arrancados de cuajo, tanto por los fuertes vientos como por las inundaciones causadas por las lluvias y el 70 % de los clientes del servicio eléctrico quedaron sin energía. Más de 1000 personas tuvieron que ir a refugios, los aeropuertos fueron cerrados y piquetes de policía patrullaban las ciudades para evitar saqueos. La mayoría de los edificios de la parte oriental de la isla perdieron el techo y sufrieron otros daños.

### Haití
En Haití, que todavía se estaba recuperando del terremoto de 2010 y de la epidemia de cólera resultante y aún activa, murieron 54 personas a consecuencia del huracán Sandy y un estimado de 200 000 personas quedaron sin hogar. Daños incalculables por inundaciones se produjeron en Port-Salut y muchas calles de la capital, Puerto Príncipe, se inundaron por las intensas lluvias, hasta el punto de señalar que casi la totalidad del sur del país quedó bajo las aguas, una zona que ya había sufrido los embates del huracán Isaac (2012) previamente en el mismo año (21 de agosto al 1 de septiembre). Los cultivos resultaron en gran parte barridos por el huracán lo que hizo necesario el envío de ayuda humanitaria de emergencia. Los daños en Haití se estimaron en 750 millones de dólares estadounidenses al nivel de precios del mismo año 2012, convirtiendo a Sandy el huracán más costoso en Haití de los que se tiene registro. Un mes después del paso de Sandy, el recrudecimiento del cólera causó la muerte de 44 personas e infectó a otras 5000.

### Cuba

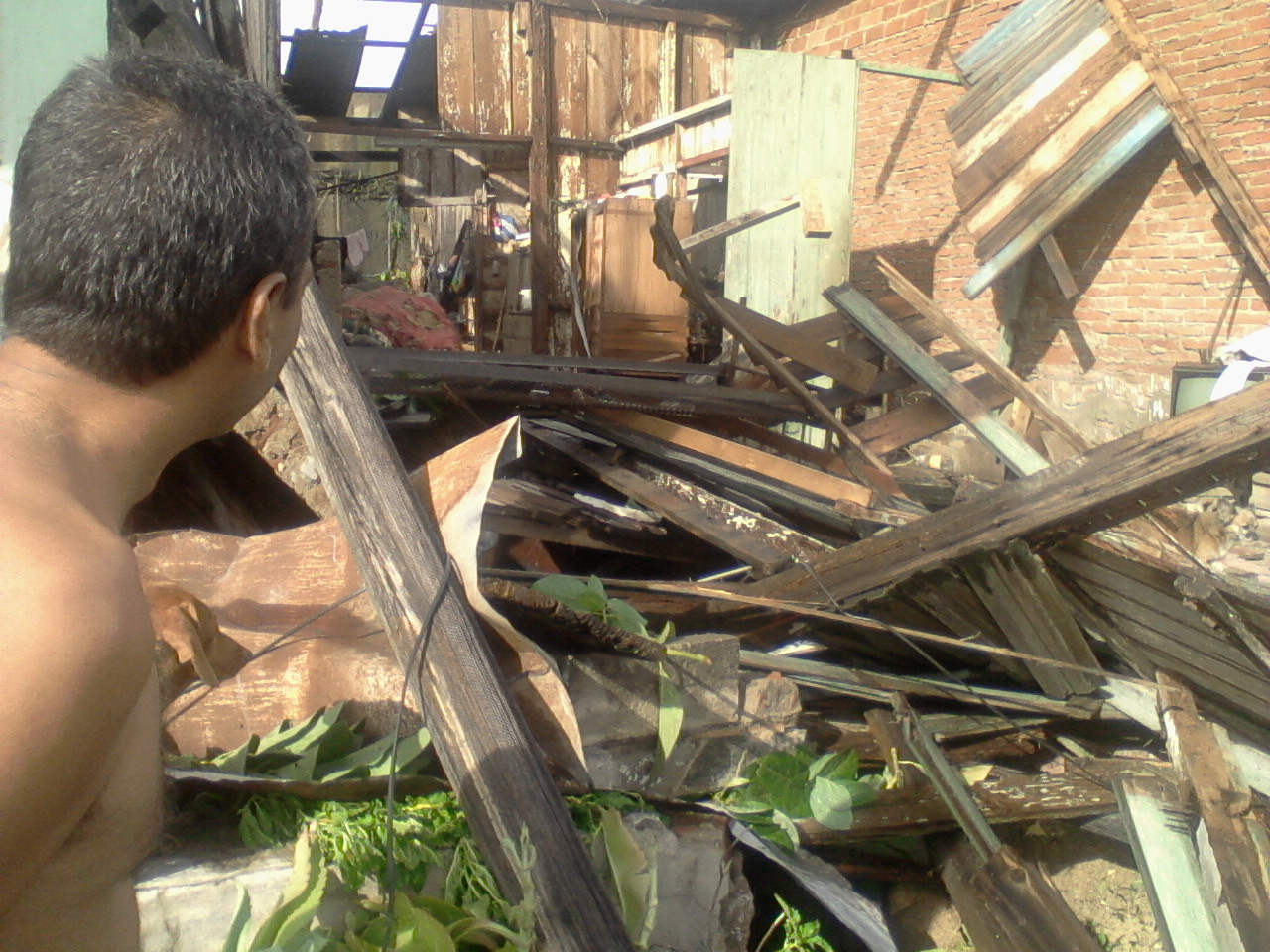
Casa derrumbada en Santiago de Cuba, por el paso del huracán Sandy.

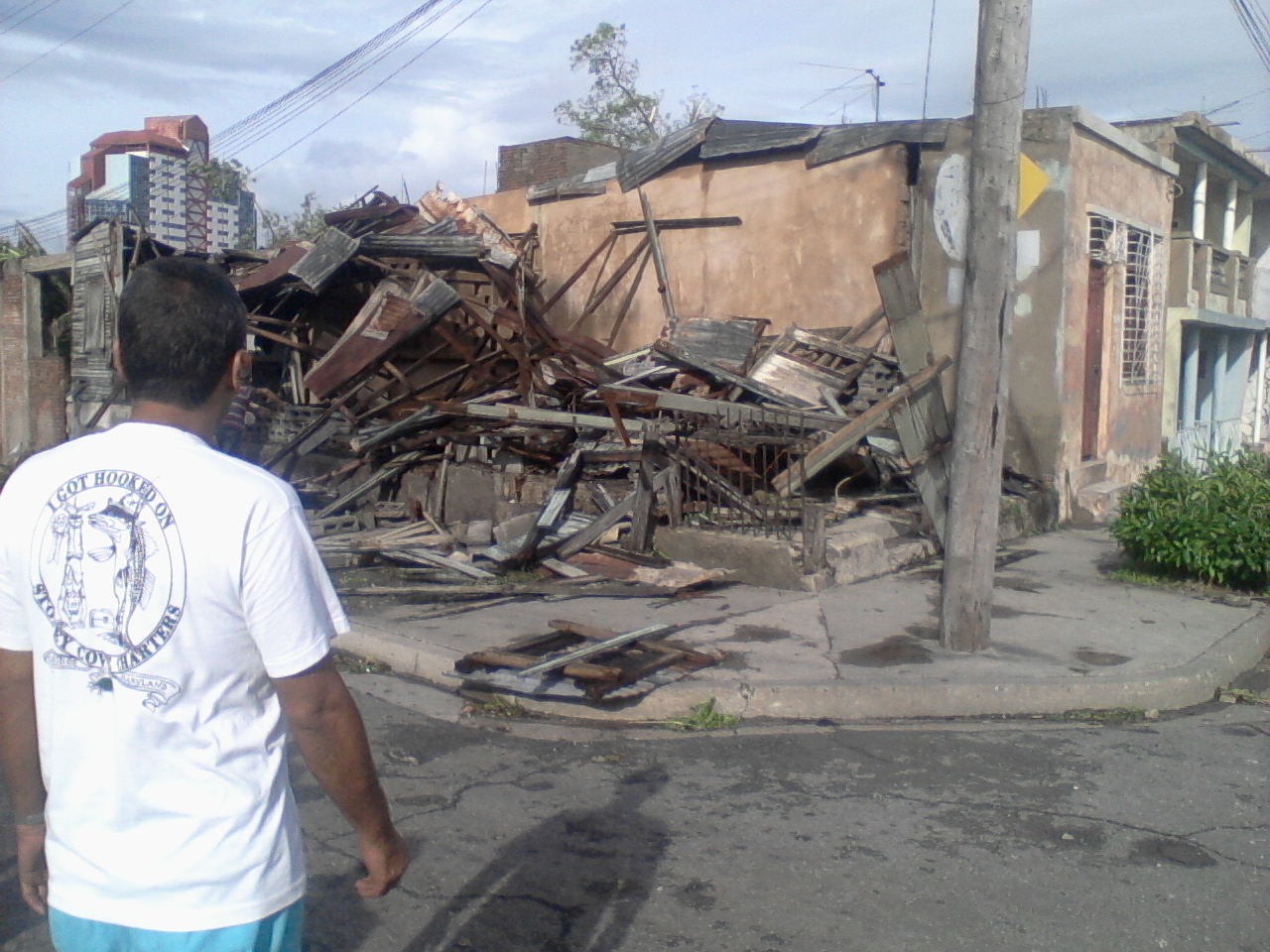
Casa derrumbada en Santiago de Cuba, por el paso del huracán Sandy.

A su paso sobre la isla durante la madrugada de ese día, dejó cuantiosos daños materiales y pérdidas humanas aún no especificadas en la provincia.

### Bahamas
Sandy se debilitó a una tormenta de categoría 1 cuando atravesaba las islas del sureste de las Bahamas, cortando la electricidad y volando los tejados de algunas casas.

## Las Bermuda

### Estados Unidos
| Rank | Huracán | Año  | Daños totales  |
| ---- | ------- | ---- | -------------- |
| 1    | Katrina | 2005 | $125 billones  |
| 1    | Harvey  | 2017 | $125 billones  |
| 3    | Ian     | 2022 | $112 billones  |
| 4    | Maria   | 2017 | $90 billones   |
| 5    | Helene  | 2024 | $78.7 billones |
| 6    | Ida     | 2021 | $75 billones   |
| 7    | Sandy   | 2012 | $65 billones   |
| 8    | Irma    | 2017 | $52.1 billones |
| 9    | Milton  | 2024 | $34.3 billones |
| 10   | Ike     | 2008 | $30 billones   |

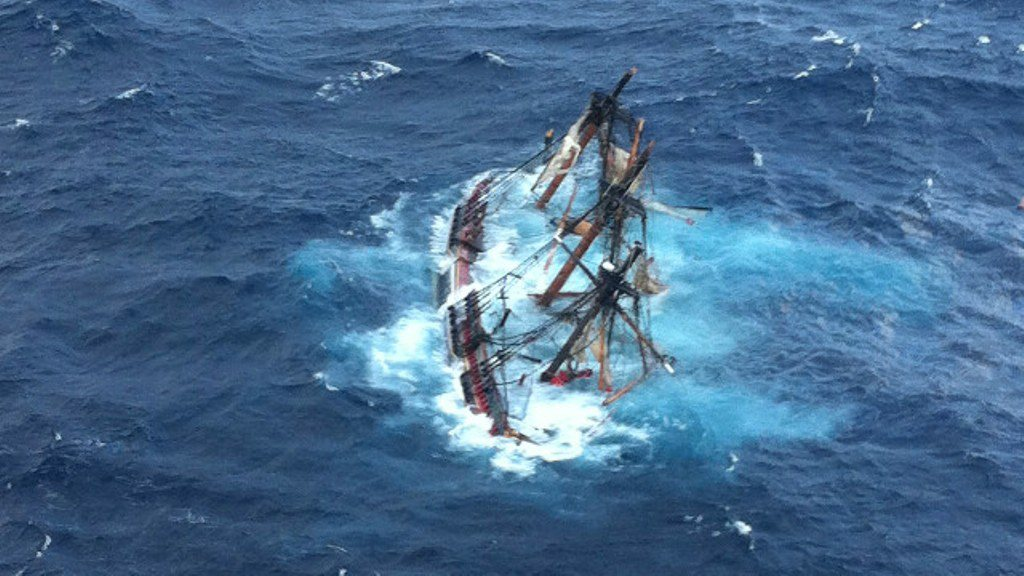
El barco réplica Bounty con la cubierta sumergida en el océano Atlántico durante el huracán Sandy, poco antes de hundirse aproximadamente a 90 millas (145 km) al sureste de Hatteras, Carolina del Norte, el 29 de octubre de 2012

La prensa ya hablaba de este fenómeno atmosférico bautizándolo con el nombre de Frankenstorm o Supertormenta debido a la interacción con un sistema invernal.
Durante los días posteriores, Sandy se había desplazado paralelamente a la costa este de los Estados Unidos trayendo consigo lluvias, tronadas e incluso nevadas en las áreas montañosas. El lunes 29 de octubre a las 8:00 PM ET, la NHC aseguró que la tormenta había tocado tierra en el estado de Nueva Jersey a 10 km al suroeste de Atlantic City no sin antes convertirse en un Poderoso Ciclón Post-tropical cuyas bandas nubosas de viento y lluvias se extendían por más de 800 km . La tormenta hizo estragos en los estados del atlántico medio con daños materiales y un saldo de 50 personas muertas.
Un video que muestra el desplazamiento del huracán Sandy junto a la costa oriental de los Estados Unidos y el momento en que penetra en el territorio continental en los estados de Nueva Jersey y Nueva York nos da la clave para ver el enorme desarrollo y dimensiones del mismo.
Desplazándose en tierras estadounidenses, Sandy continuó provocando condiciones de clima inestables especialmente en el Estado de Nueva York, Massachusetts, Rhode Island y Nueva Inglaterra. Horas más tarde se convirtió en una baja presión invernal perdiendo la categoría de un ciclón tropical. Sus remanentes siguieron afectando unos días más a la zona noreste de los Estados Unidos, descargando nevadas, lluvias y vientos no-tropicales.
Sandy provocó lluvias con posibles acumulaciones de 75 a 150 mm sobre el noreste de Carolina del Norte, en los otros estados del este de los Estados Unidos entre 100 a 200 mm en las horas siguientes. De 25 a 75 mm en los estados de Nueva York y de Nueva Inglaterra.
El sistema incluso provocó nevadas con posibles acumulaciones de 0,5 a 1 m en las montañas de Virginia Occidental, de 0,3 a 0,5 m en la parte sur de estas montañas y la frontera con Kentucky y de 3 a casi 5 m en las montañas que delimitan a los estados de Carolina del Norte y Tennessee.
Marejadas ciclónicas y tempestuosas azotaron a las costas del noreste de EE. UU., registrándose olas de entre 1 y 2 metros en las costas de Carolina del Norte, en Long Island y en el puerto de Nueva York, de 2 a 3,5 m, en el sureste de Virginia incluyendo la Bahía de Chesapeake de 0,6 a 1,2 m, en la frontera entre Estados Unidos y Canadá de 0,3 a 0,9 m y en otras zonas de peligro acompañado de resacas y olas fuertes. Es totalmente una tragedia decían vecinos y residentes de esa zona.
La intensidad de las inundaciones costeras en los estados de la costa este de los Estados Unidos se debió a la coincidencia en el tiempo y en el espacio de dos motivos distintos: por una parte, la enorme intensidad de los vientos con el oleaje correspondientes sobre el litoral, y, por la otra, las mareas lunares (marea viva del 29 y 30 de octubre) que aumentaron el nivel de las aguas de manera independiente a la fuerza de tracción de la marejada ciclónica tierra adentro desde la costa:

Storm Surge vs. Storm Tide. Storm surge is an abnormal rise of water generated by a storm, over and above the predicted astronomical tides. Storm surge should not be confused with storm tide, which is defined as the water level rise due to the combination of storm surge and the astronomical tide. This rise in water level can cause extreme flooding in coastal areas particularly when storm surge coincides with normal high tide, resulting in storm tides reaching up to 20 feet or more in some cases.
Marejada ciclónica y marea de tormenta. Una marejada ciclónica coniste en la subida de nivel de las aguas oceánicas por una tormenta (a este fenómeno se le llama en español galerna, que es el nombre con el que se viene denominando a este fenómeno desde hace siglos en el mar Cantábrico), que puede ser independiente o acumulativa sobre el ascenso producido por las mareas astronómicas. La marejada ciclónica no debe ser confundida con una marea de tormenta, que se define como el ascenso del nivel del mar debido a la combinación de una marejada ciclónica con una marea astronómica. Esta combinación se traduce en inundaciones extremas en áreas costeras particularmente cuando la marejada ciclónica coincide con una marea viva (como sucedió el 29 y 30 de octubre con el huracán Sandy), resultando en una subida del nivel del mar de unos 5 metros o más en algunos casos
Tomado del artículo del NHC (National Hurricane Center) Storm Surge Overview ()

## Retiro del nombre de Sandy
El 11 de abril de 2013, durante la XXXV sesión de la RA IV Hurricane Committee de la Organización Meteorológica Mundial, el nombre de Sandy fue retirado debido a los cuantiosos daños y pérdidas humanas que había provocado a su paso por el Caribe y Estados Unidos.  Fue reemplazado por Sara en la temporada de 2018.